# Stechelberg

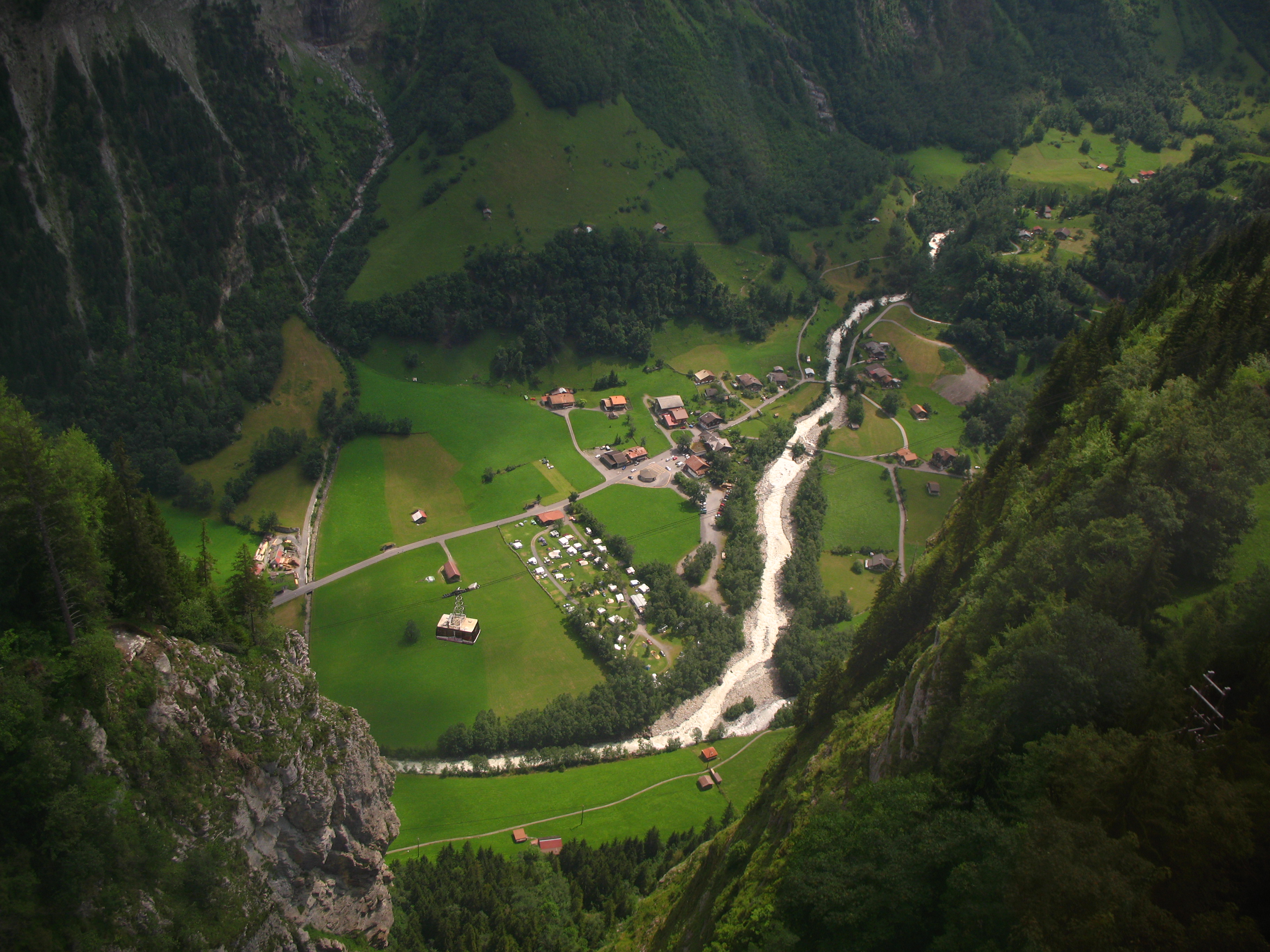
Stechelberg widziany z kolejki linowej Schilthorn w 2007 r.

Stechelberg – miejscowość w Szwajcarii położona u podnóża góry Schwarzmönch w Alpach Berneńskich, część gminy Lauterbrunnen. 